# Atentado terrorista en Beersheva (2022)
El 22 de marzo de 2022, cuatro personas murieron y dos más resultaron heridas durante un ataque terrorista por apuñalamiento y embestida de vehículos por parte de un partidario del Estado Islámico en Beersheba, Israel.

## Contexto
A principios de 2022, se produjo una serie de enfrentamientos entre las fuerzas de seguridad israelíes y los palestinos, en su mayoría de Cisjordania y Jerusalén, y no del Distrito Sur en el que se encuentra Beersheba. El incidente fue el tercero de este tipo en una semana.

## Incidente
El ataque comenzó alrededor de las 16:10 p. m. cuando el terrorista Mohammed Abu al-Kiyan condujo hasta una gasolinera en la calle Derech Hevron, donde apuñaló y mató a una empleada. Luego condujo su automóvil hacia el centro comercial BIG donde atropelló a un rabino de Jabad en su bicicleta, causando su muerte.
Kiyan luego fue a otro centro comercial vecino. Después de matar a puñaladas a una mujer de 47 años en la sección de ropa, corrió hacia una rotonda donde mató a un hombre de 67 años. Luego se le acercó el conductor del autobús Arthur Chaimov, quien inicialmente pensó que había ocurrido un accidente automovilístico, pero al inspeccionarlo más de cerca se dio cuenta de que Kiyan tenía un cuchillo. Chaimov le dijo a Kiyan que dejara el cuchillo y se rindiera, a lo que el atacante se negó. Kiyan se lanzó hacia adelante e intentó apuñalar al conductor, quien sacó un arma y lo neutralizó. También se vio a otro hombre disparando a Kiyan, pero la policía no pudo descubrir su identidad. La policía llegó cuatro minutos después del hecho.
El atentado de Kiyan duró aproximadamente ocho minutos, y fue el ataque más mortífero de este tipo en Israel desde el atentado terrorista con un camión en Jerusalén en 2017.

## Autor
Mohammed Abu al-Kiyan, nacido en Hura, era un miembro de la comunidad beduina del Negev en Israel. Ex maestro de escuela, había sido arrestado y encarcelado anteriormente entre 2016 y 2020, después de adoctrinar a los escolares a apoyar al Estado Islámico y difundir propaganda pro-ISIL. En un momento, Kiyan dijo que deseaba unirse al movimiento ISIL en Siria.
En 2016, Kiyan fue sentenciado a prisión por promover ISIL. Más tarde se disculpó por sus acciones y fue liberado en 2019. Un familiar le dijo al informativo del canal Kan 11 que la familia de Kiyan era "mentalmente estable" y que estaban conmocionados por los asesinatos.

## Secuelas
Hamás y el Movimiento Jihad Islámico en Palestina elogiaron el incidente, y el primero dijo que "la batalla contra la ocupación continúa y no nos detendremos". El 23 de marzo, la milicia libanesa chií Hezbolá felicitó a Kiyan, cuyas acciones fueron elogiadas como “una verdadera expresión del espíritu de la yihad y la auténtica resistencia del pueblo palestino”. ISIL no formuló declaraciones.
El ataque fue condenado por muchos políticos israelíes, incluidos Naftali Bennett, Ayelet Shaked, Yair Lapid, Isaac Herzog, y así como también el partido Ra'am. Yaakov Shabtai dijo que a la policía le preocupaba que en el futuro pudieran ocurrir posibles incidentes de imitación.
El representante de las Naciones Unidas, Tor Wennesland, dijo que "no hay justificación para la violencia o el terrorismo. No hay nada heroico en la matanza de civiles y no hay excusa para elogiar tales actos.” El embajador estadounidense en Israel, Thomas R. Nides, lo calificó de "despreciable ataque terrorista". Además, el ataque también recibió condenas del embajador de Ucrania en Israel, Yevgen Korniychuk, del Ministerio de Relaciones Exteriores de Grecia, y del presidente ruso, Vladímir Putin.
Según los informes, la casa de Kiyan en Hura fue objeto de un registro por parte del Shin Bet, y los medios de comunicación palestinos informaron que muchos caminos en la ciudad fueron bloqueados temporalmente durante la operación. Los hermanos de Kiyan fueron arrestados luego de que surgieran sospechas de que le habían dado el cuchillo utilizado en el ataque. Canal 12 de Israel dijo que 20 personas habían sido arrestadas durante una investigación policial.
Al día siguiente, el Gabinete de Israel aprobó un plan para construir diez nuevas ciudades en el Negev en respuesta, incluida la ciudad Haredi de Kasif, Israel, propuesta anteriormente.
Dos días después del ataque, datos del Ministerio de Seguridad Pública revelaron que el número de solicitudes de licencia de armas de fuego había aumentado a 244, en contraste con el número normal de 60.
El ex primer ministro israelí y figura de la oposición, Benjamin Netanyahu, criticó la respuesta del gobierno al ataque y dijo que las autoridades israelíes tenían miedo de discutir el problema del aumento del terrorismo entre los árabes israelíes, ya que podría romper la coalición del gobierno con la Lista Árabe Unida.
El 27 de marzo, dos hombres armados mataron a dos civiles e hirieron a otros dos en Hadera.